# Field’s

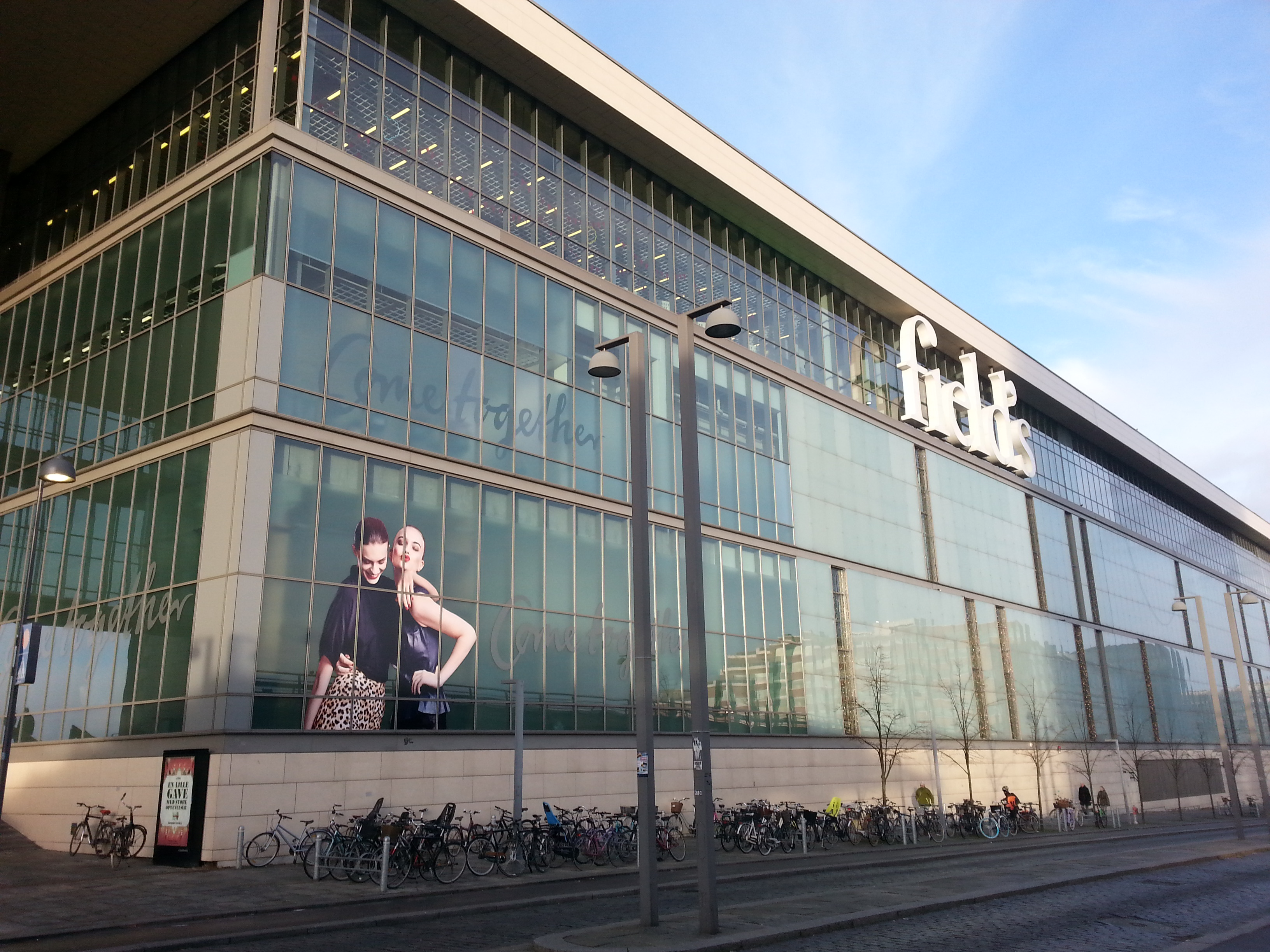
Centrum handlowe w 2014 roku

Field’s – największe centrum handlowe w Danii i jeden z największych w Skandynawii.
Znajduje się w Ørestad, w Kopenhadze, w pobliżu autostrady E20 oraz stacji kolejowej i metra Ørestad.
Field’s zostało otwarte w dniu 9 marca 2004, a w pierwszym tygodniu odwiedziło je ponad 250.000 klientów. Field’s zajmuje ponad 115.000 m² powierzchni i znajduje się tu w sumie ok. 150 sklepów, ponad 70 specjalizuje się w odzieży, modzie i obuwiu.
3 lipca 2022 roku w centrum handlowym doszło do strzelaniny, w której śmierć poniosły trzy osoby.
Drugim pod względem wielkości centrum handlowym w Danii jest Rosengårdcentret w Odense.